# Hydrillodes thelephusalis
Hydrillodes thelephusalis là một loài bướm đêm trong họ Noctuidae.